# 盧米河
盧米河（River Lumi）是東非的河流，屬於潘加尼河的支流，發源自乞力馬扎羅山東側，流經坦桑尼亞北部和肯雅南部，最終注入吉佩湖，河畔城鎮有塔韋塔。
3°32′44″S 37°45′17″E / 3.54556°S 37.75472°E